# Kenny Green (basket-ball, 1967)
Pour les articles homonymes, voir Kenny Green.
Ne doit pas être confondu avec Kenny Green (basket-ball, 1964).
Kenneth Anthony « Kenny » Green, né le 13 octobre 1967, à Waterbury, dans le Connecticut, est un joueur américain de basket-ball. Il évolue durant sa carrière au poste d'ailier fort.

## Palmarès
- Meilleur contreur NCAA 1990
- MVP de la Liga ACB 1997